# Eidmannella pallida
Eidmannella pallida là một loài nhện trong họ Nesticidae.
Loài này thuộc chi Eidmannella. Eidmannella pallida được James Henry Emerton miêu tả năm 1875.